# سیارک ۲۰۷۵۸۵
سیارک ۲۰۷۵۸۵ (به انگلیسی: 207585 Lubar، نامگذاری:2006QA24) دویست و هفت هزار و پانصد و هشتاد و پنجمین سیارک کشف شده‌است که در ۱۷ اوت ۲۰۰۶ کشف شد.